# 前328年
| 千纪： | 前1千纪 |
| 世纪： | 前5世纪 \| 前4世纪 \| 前3世纪 |
| 年代： | 前350年代 \| 前340年代 \| 前330年代 \| 前320年代 \| 前310年代 \| 前300年代 \| 前290年代                                                                                      |
| 年份： | 前333年 \| 前332年 \| 前331年 \| 前330年 \| 前329年 \| 前328年 \| 前327年 \| 前326年 \| 前325年 \| 前324年 \| 前323年                                                        |
| 纪年： | 周顯王四十一年 魯景公十六年 齊威王二十九年 趙肅侯二十二年 魏惠王後七年 韓宣惠王五年 秦惠文君十年 楚懷王元年 宋康王元年 衛嗣君七年 燕易王五年 越王無彊十五年 中山成公二十二年 |

## 大事记
- 秦公子華、張儀進攻魏國，攻佔蒲陽。張儀向秦惠文王請求把蒲陽還給魏國，又讓公子繇在魏國做人質。張儀又前往魏國對魏惠王表示：「秦國對魏國很好，魏國不能對秦國無禮」。魏國於是割讓上郡15縣給秦過。張儀也因此成為秦國國相。